# Quiinaceae
Quiinaceae là một họ thực vật hạt kín sinh sống tại vùng nhiệt đới châu Mỹ, bao gồm khoảng 50-55 loài phân bố trong 4 chi. Hệ thống APG III năm 2009 không công nhận họ này mà coi nó là nhóm Quiinoideae Luersson trong họ Ochnaceae nghĩa rộng, dựa theo nghiên cứu công bố năm 2006 của Schneider và ctv..
Theo APG, họ này chứa các loài cây gỗ, cây bụi hay dây leo; có quản bào thật sự; bó cuống lá hình khuyên, thường phức tạp; khí khổng bất đẳng bào; lá mọc đối, đơn (kép; nguyên), gân lá thức cấp rõ nét, gần, gân lá tam cấp mịn, lá kèm không lông, liên cuống, lớn, bền nhiều hay ít; (thực vật đơn tính khác gốc đực); đài hoa 4-5, không lông, tràng hoa 4-5(-8), thường xếp lợp, bộ nhị hợp sinh gốc hoặc không (hợp sinh tới gốc của tràng hoa), các túi bao phấn khác biệt, màng ngoài bao phấn với các lỗ răng cưa nhỏ; bộ nhụy 3 [2-13], 2 noãn gốc/lá noãn, có vòi nhụy, tách biệt, đầu nhụy mở rộng xiên; quả là quả mọng (quả đại), có khía khi khô, vỏ quả ngoài với kẽ hở; hạt 1-4, thường có lông tơ; nội nhũ phát triển?; n = ?. Gồm 4 chi, 55 loài. Các chi đa dạng nhất là: Quiina (25 loài), Lacunaria (12 loài). Phân bố tại vùng nhiệt đới châu Mỹ.

## Các chi
- Froesia: Khoảng 5 loài. Hoa lưỡng tính là chủ yếu.
- Lacunaria: Khoảng 10-12 loài. Hoa đơn tính khác gốc.
- Quiina: Khoảng 25-34 loài. Hoa đơn tính khác gốc đực.
- Touroulia: Khoảng 2-4 loài. Hoa đơn tính khác gốc đực.